# Doug Phillips
Douglas George Phillips (Toronto, 4 dicembre 1946) è un politico canadese, attuale commissario dello Yukon.
Viene per la prima volta all'Assemblea legislativa dello Yukon nel 1985, vincendo la corsa nel distretto elettorale di Riverdale North e mantenendo poi la carica per un totale di tre mandati. Serve nel gabinetto del premier John Ostashek, detenendo le cariche di Ministro del Turismo, Ministro della Giustizi e Ministro della Funzione Pubblica.
Nel 2000 lascia l'assemblea e negli anni successivi ricopre numerose cariche in consigli e commissioni. Nel 2004 entra nello Yukon Land Use Planning Council e ne è presidente quando viene nominato Commissario dello Yukon dal primo ministro canadese Stephen Harper.